# Coppa dei Campioni 1996-1997 (pallavolo maschile)
La Coppa dei Campioni 1996-1997 si è svolta dal 12 ottobre 1996 al 2 marzo 1997: al torneo hanno partecipato 31 squadre di club europee e la vittoria finale è andata per la terza volta al Daytona.

## Regolamento

### Formula
Le squadre hanno disputato una fase preliminare con incontri di andata e ritorno, seguita da una fase a gironi con formula del girone all'italiana con gare di andata e ritorno; al termine della prima fase le prime due classificate di ogni girone hanno disputato semifinali e finali con la formula della gara unica.

### Criteri di classifica
Sono stati assegnati 2 punti alla squadra vincente e 1 a quella sconfitta.
L'ordine del posizionamento in classifica è stato definito in base a:
- Punti;
- Ratio dei set vinti/persi;
- Ratio dei punti realizzati/subiti.

## Squadre partecipanti
| - KS Olimpik Tirana - Vienna hotVolleys - Maaseik - SKA Minsk - Bihać - HAOK Mladost - Gentofte - Kuopion PS | - Paris - Dachau - Panathīnaïkos - Hapoel Ha'Amakim - Daytona - Treviso - PCSK Riga - Mamer | - Moldavgidromash Kišinëv - Dynamo Apeldoorn - Płomień Sosnowiec - Espinho - Odolena Voda - Universitatea Cluj - CSKA Mosca | - Vojvodina - VKP Bratislava - Salonit Anhovo - Numancia - Chênois - Halkbank - Lokomotyv Charkiv - SC Seghedino |

## Torneo

### Primo turno

#### Andata
| 12 ottobre 1996 ?, ? Durata: ? - Spettatori: ? | Universitatea Cluj      | 3 - 0 | KS Olimpik Tirana | 15-7, 15-0, 15-2                |
| 13 ottobre 1996 ?, ? Durata: ? - Spettatori: ? | SKA Minsk               | 3 - 0 | Lokomotyv Charkiv | 15-10, 15-2, 15-11              |
| 19 ottobre 1996 ?, ? Durata: ? - Spettatori: ? | Moldavgidromash Kišinëv | 0 - 3 | SC Seghedino      | 4-15, 5-15, 10-15               |
| 12 ottobre 1996 ?, ? Durata: ? - Spettatori: ? | Odolena Voda            | 3 - 1 | Dynamo Apeldoorn  | 15-12, 8-15, 15-8, 15-8         |
| 19 ottobre 1996 ?, ? Durata: ? - Spettatori: ? | Bihać                   | 0 - 3 | Salonit Anhovo    | 8-15, 4-15, 1-15                |
| 12 ottobre 1996 ?, ? Durata: ? - Spettatori: ? | Chênois                 | 3 - 2 | Espinho           | 12-15, 10-15, 17-15, 15-9, 15-8 |
| 12 ottobre 1996 ?, ? Durata: ? - Spettatori: ? | Mamer                   | 0 - 3 | VKP Bratislava    | 5-15, 6-15, 5-15                |

#### Ritorno
| 19 ottobre 1996 ?, ? Durata: ? - Spettatori: ? | KS Olimpik Tirana | 0 - 3 | Universitatea Cluj      | 15-17, 11-15, 11-15       |
| 20 ottobre 1996 ?, ? Durata: ? - Spettatori: ? | Lokomotyv Charkiv | 3 - 1 | SKA Minsk               | 8-15, 15-11, 16-14, 15-3  |
| 19 ottobre 1996 ?, ? Durata: ? - Spettatori: ? | SC Seghedino      | 3 - 0 | Moldavgidromash Kišinëv | 15-9, 15-8, 15-8          |
| 19 ottobre 1996 ?, ? Durata: ? - Spettatori: ? | Dynamo Apeldoorn  | 3 - 0 | Odolena Voda            | 15-11, 15-11, 15-14       |
| 20 ottobre 1996 ?, ? Durata: ? - Spettatori: ? | Salonit Anhovo    | 3 - 0 | Bihać                   | 15-3, 15-0, 15-4          |
| 19 ottobre 1996 ?, ? Durata: ? - Spettatori: ? | Espinho           | 1 - 3 | Chênois                 | 16-17, 15-13, 13-15, 4-15 |
| 13 ottobre 1996 ?, ? Durata: ? - Spettatori: ? | VKP Bratislava    | 3 - 0 | Mamer                   | 15-1, 15-9, 15-12         |

#### Squadre qualificate
- SKA Minsk
- Dynamo Apeldoorn
- Universitatea Cluj
- VKP Bratislava
- Salonit Anhovo
- Chênois
- SC Seghedino

### Secondo turno

#### Andata
| 8 dicembre 1996 ?, ? Durata: ? - Spettatori: ?  | Universitatea Cluj | 1 - 3 | Kuopion PS   | 15-8, 13-15, 13-15, 14-16 |
| 1 dicembre 1996 ?, ? Durata: ? - Spettatori: ?  | Halkbank           | 3 - 1 | SKA Minsk    | 15-8, 10-15, 15-9, 15-7   |
| 30 novembre 1996 ?, ? Durata: ? - Spettatori: ? | Hapoel Ha'Amakim   | 0 - 3 | HAOK Mladost | 0-15, 0-15, 0-15          |
| 1 dicembre 1996 ?, ? Durata: ? - Spettatori: ?  | Görz 33            | 3 - 0 | SC Seghedino | 15-5, 15-4, 15-7          |
| 30 novembre 1996 ?, ? Durata: ? - Spettatori: ? | Dynamo Apeldoorn   | 1 - 3 | CSKA Mosca   | 15-10, 5-15, 14-16, 8-15  |
| 30 novembre 1996 ?, ? Durata: ? - Spettatori: ? | Salonit Anhovo     | 3 - 0 | Gentofte     | 15-10, 15-3, 15-4         |
| 30 novembre 1996 ?, ? Durata: ? - Spettatori: ? | Chênois            | 0 - 3 | Maaseik      | 15-17, 4-15, 8-15         |
| 30 novembre 1996 ?, ? Durata: ? - Spettatori: ? | VKP Bratislava     | 0 - 3 | Paris        | 8-15, 9-15, 0-15          |

#### Ritorno
| 1 dicembre 1996 ?, ? Durata: ? - Spettatori: ? | Kuopion PS   | 3 - 1 | Universitatea Cluj | 15-8, 13-15, 15-6, 15-11 |
| 2 dicembre 1996 ?, ? Durata: ? - Spettatori: ? | SKA Minsk    | 0 - 3 | Halkbank           | 2-15, 11-15, 12-15       |
| 7 dicembre 1996 ?, ? Durata: ? - Spettatori: ? | HAOK Mladost | 3 - 0 | Hapoel Ha'Amakim   | 15-0, 15-0, 15-0         |
| 7 dicembre 1996 ?, ? Durata: ? - Spettatori: ? | SC Seghedino | 3 - 0 | Görz 33            | 15-7, 15-8, 15-4         |
| 7 dicembre 1996 ?, ? Durata: ? - Spettatori: ? | CSKA Mosca   | 3 - 0 | Dynamo Apeldoorn   | 16-14, 15-3, 15-8        |
| 8 dicembre 1996 ?, ? Durata: ? - Spettatori: ? | Gentofte     | 1 - 3 | Salonit Anhovo     | 10-15, 5-15, 15-13, 9-15 |
| 7 dicembre 1996 ?, ? Durata: ? - Spettatori: ? | Maaseik      | 3 - 1 | Chênois            | 15-17, 15-9, 15-5, 15-12 |
| 7 dicembre 1996 ?, ? Durata: ? - Spettatori: ? | Paris        | 3 - 0 | VKP Bratislava     | 15-8, 15-13, 15-13       |

#### Squadre qualificate
- Görz 33
- Maaseik
- HAOK Mladost
- Kuopion PS
- Paris
- CSKA Mosca
- Salonit Anhovo
- Halkbank

### Fase a gironi
| Girone A          | Girone B     |
| ----------------- | ------------ |
| Görz 33           | HAOK Mladost |
| Maaseik           | Kuopion PS   |
| Panathīnaïkos     | Paris        |
| Daytona           | Dachau       |
| Płomień Sosnowiec | Treviso      |
| Vojvodina         | PCSK Riga    |
| Salonit Anhovo    | CSKA Mosca   |
| Halkbank          | Numancia     |

#### Girone A

##### Risultati
| 8 gennaio 1997 ?, ? Durata: ? - Spettatori: ?   | Halkbank          | 0 - 3 | Daytona           | 2-15, 13-15, 9-15               |
| 8 gennaio 1997 ?, ? Durata: ? - Spettatori: ?   | Salonit Anhovo    | 2 - 3 | Panathīnaïkos     | 15-7, 15-17, 15-12, 9-15, 15-17 |
| 8 gennaio 1997 ?, ? Durata: ? - Spettatori: ?   | Görz 33           | 3 - 0 | Płomień Sosnowiec | 15-10, 15-10, 15-11             |
| 8 gennaio 1997 ?, ? Durata: ? - Spettatori: ?   | Maaseik           | 3 - 0 | Vojvodina         | 15-12, 15-7, 15-9               |
| 14 gennaio 1997 ?, ? Durata: ? - Spettatori: ?  | Daytona           | 3 - 0 | Vojvodina         | 15-9, 15-3, 15-10               |
| 15 gennaio 1997 ?, ? Durata: ? - Spettatori: ?  | Płomień Sosnowiec | 0 - 3 | Maaseik           | 9-15, 6-15, 11-15               |
| 14 gennaio 1997 ?, ? Durata: ? - Spettatori: ?  | Panathīnaïkos     | 3 - 0 | Görz 33           | 15-11, 15-7, 15-9               |
| 15 gennaio 1997 ?, ? Durata: ? - Spettatori: ?  | Halkbank          | 3 - 0 | Salonit Anhovo    | 15-10, 15-11, 15-8              |
| 23 gennaio 1997 ?, ? Durata: ? - Spettatori: ?  | Salonit Anhovo    | 0 - 3 | Daytona           | 6-15, 13-15, 3-15               |
| 22 gennaio 1997 ?, ? Durata: ? - Spettatori: ?  | Görz 33           | 3 - 0 | Halkbank          | 15-6, 15-5, 15-7                |
| 22 gennaio 1997 ?, ? Durata: ? - Spettatori: ?  | Maaseik           | 3 - 1 | Panathīnaïkos     | 15-12, 15-5, 12-15, 16-14       |
| 22 gennaio 1997 ?, ? Durata: ? - Spettatori: ?  | Vojvodina         | 3 - 0 | Płomień Sosnowiec | 15-7, 15-7, 16-14               |
| 29 gennaio 1997 ?, ? Durata: ? - Spettatori: ?  | Daytona           | 3 - 0 | Płomień Sosnowiec | 15-10, 15-7, 16-14              |
| 28 gennaio 1997 ?, ? Durata: ? - Spettatori: ?  | Panathīnaïkos     | 3 - 1 | Vojvodina         | 15-6, 15-12, 11-15, 15-9        |
| 29 gennaio 1997 ?, ? Durata: ? - Spettatori: ?  | Halkbank          | 2 - 3 | Maaseik           | 3-15, 15-13, 7-15, 16-14, 12-15 |
| 30 gennaio 1997 ?, ? Durata: ? - Spettatori: ?  | Salonit Anhovo    | 3 - 0 | Görz 33           | 15-5, 15-7, 15-13               |
| 5 febbraio 1997 ?, ? Durata: ? - Spettatori: ?  | Görz 33           | 1 - 3 | Daytona           | 15-11, 13-15, 14-16, 14-16      |
| 5 febbraio 1997 ?, ? Durata: ? - Spettatori: ?  | Maaseik           | 3 - 0 | Salonit Anhovo    | 15-4, 15-7, 15-12               |
| 5 febbraio 1997 ?, ? Durata: ? - Spettatori: ?  | Vojvodina         | 3 - 1 | Halkbank          | 15-3, 3-15, 15-10, 15-8         |
| 5 febbraio 1997 ?, ? Durata: ? - Spettatori: ?  | Płomień Sosnowiec | 0 - 3 | Panathīnaïkos     | 12-15, 4-15, 13-15              |
| 12 febbraio 1997 ?, ? Durata: ? - Spettatori: ? | Daytona           | 3 - 0 | Panathīnaïkos     | 15-10, 15-11, 15-10             |
| 12 febbraio 1997 ?, ? Durata: ? - Spettatori: ? | Halkbank          | 3 - 0 | Płomień Sosnowiec | 15-4, 15-4, 16-14               |
| 13 febbraio 1997 ?, ? Durata: ? - Spettatori: ? | Salonit Anhovo    | 3 - 0 | Vojvodina         | 15-12, 15-5, 15-10              |
| 12 febbraio 1997 ?, ? Durata: ? - Spettatori: ? | Görz 33           | 0 - 3 | Maaseik           | 3-15, 7-15, 7-15                |
| 19 febbraio 1997 ?, ? Durata: ? - Spettatori: ? | Maaseik           | 1 - 3 | Daytona           | 9-15, 13-15, 15-13, 8-15        |
| 19 febbraio 1997 ?, ? Durata: ? - Spettatori: ? | Vojvodina         | 3 - 0 | Görz 33           | 15-6, 15-9, 15-6                |
| 19 febbraio 1997 ?, ? Durata: ? - Spettatori: ? | Płomień Sosnowiec | 3 - 1 | Salonit Anhovo    | 15-10, 10-15, 15-12, 15-12      |
| 19 febbraio 1997 ?, ? Durata: ? - Spettatori: ? | Panathīnaïkos     | 3 - 0 | Halkbank          | 15-12, 15-6, 15-8               |

##### Classifica
| Pos | Squadra           | Pt | G | V | P | SV | SP | Ratio  | PF  | PS  | Ratio |
| --- | ----------------- | -- | - | - | - | -- | -- | ------ | --- | --- | ----- |
| 1.  | Daytona           | 14 | 7 | 7 | 0 | 21 | 2  | 10,500 | 342 | 231 | 1,481 |
| 2.  | Maaseik           | 13 | 7 | 6 | 1 | 19 | 6  | 3,167  | 355 | 251 | 1,414 |
| 3.  | Panathīnaïkos     | 12 | 7 | 5 | 2 | 16 | 9  | 1,778  | 336 | 296 | 1,135 |
| 4.  | Vojvodina         | 10 | 7 | 3 | 4 | 10 | 13 | 0,769  | 258 | 276 | 0,935 |
| 5.  | Salonit Anhovo    | 9  | 7 | 2 | 5 | 9  | 15 | 0,600  | 282 | 310 | 0,910 |
| 6.  | Halkbank          | 9  | 7 | 2 | 5 | 9  | 15 | 0,600  | 248 | 306 | 0,810 |
| 7.  | Görz 33           | 9  | 7 | 2 | 5 | 7  | 15 | 0,467  | 236 | 287 | 0,822 |
| 8.  | Płomień Sosnowiec | 8  | 7 | 1 | 6 | 3  | 19 | 0,158  | 222 | 322 | 0,689 |

#### Girone B

##### Risultati
| 8 gennaio 1997 ?, ? Durata: ? - Spettatori: ?   | HAOK Mladost | 3 - 0 | PCSK Riga    | 15-6, 15-5, 15-7                  |
| 8 gennaio 1997 ?, ? Durata: ? - Spettatori: ?   | CSKA Mosca   | 3 - 2 | Dachau       | 13-15, 12-15, 15-11, 15-11, 15-12 |
| 8 gennaio 1997 ?, ? Durata: ? - Spettatori: ?   | Kuopion PS   | 1 - 3 | Treviso      | 7-15, 15-13, 1-15, 7-15           |
| 8 gennaio 1997 ?, ? Durata: ? - Spettatori: ?   | Paris        | 3 - 0 | Numancia     | 15-10, 15-4, 15-10                |
| 15 gennaio 1997 ?, ? Durata: ? - Spettatori: ?  | PCSK Riga    | 3 - 0 | Numancia     | 15-4, 15-5, 15-0                  |
| 15 gennaio 1997 ?, ? Durata: ? - Spettatori: ?  | Treviso      | 3 - 0 | Paris        | 15-8, 15-9, 15-6                  |
| 15 gennaio 1997 ?, ? Durata: ? - Spettatori: ?  | Dachau       | 3 - 0 | Kuopion PS   | 15-9, 15-8, 15-11                 |
| 15 gennaio 1997 ?, ? Durata: ? - Spettatori: ?  | HAOK Mladost | 3 - 0 | CSKA Mosca   | 15-5, 15-12, 15-13                |
| 23 gennaio 1997 ?, ? Durata: ? - Spettatori: ?  | CSKA Mosca   | 1 - 3 | PCSK Riga    | 14-16, 16-14, 8-15, 14-16         |
| 22 gennaio 1997 ?, ? Durata: ? - Spettatori: ?  | Kuopion PS   | 0 - 3 | HAOK Mladost | 15-17, 14-16, 13-15               |
| 22 gennaio 1997 ?, ? Durata: ? - Spettatori: ?  | Paris        | 3 - 1 | Dachau       | 15-2, 11-15, 15-10, 15-9          |
| 22 gennaio 1997 ?, ? Durata: ? - Spettatori: ?  | Numancia     | 0 - 3 | Treviso      | 8-15, 9-15, 14-16                 |
| 29 gennaio 1997 ?, ? Durata: ? - Spettatori: ?  | PCSK Riga    | 0 - 3 | Treviso      | 14-16, 9-15, 8-15                 |
| 29 gennaio 1997 ?, ? Durata: ? - Spettatori: ?  | Dachau       | 3 - 0 | Numancia     | 15-8, 15-10, 15-12                |
| 28 gennaio 1997 ?, ? Durata: ? - Spettatori: ?  | HAOK Mladost | 3 - 0 | Paris        | 15-8, 15-11, 15-12                |
| 28 gennaio 1997 ?, ? Durata: ? - Spettatori: ?  | CSKA Mosca   | 3 - 2 | Kuopion PS   | 7-15, 15-7, 11-15, 15-6, 15-10    |
| 5 febbraio 1997 ?, ? Durata: ? - Spettatori: ?  | Kuopion PS   | 1 - 3 | PCSK Riga    | 15-10, 11-15, 9-15, 12-15         |
| 5 febbraio 1997 ?, ? Durata: ? - Spettatori: ?  | Paris        | 3 - 0 | CSKA Mosca   | 15-4, 15-13, 15-4                 |
| 4 febbraio 1997 ?, ? Durata: ? - Spettatori: ?  | Numancia     | 1 - 3 | HAOK Mladost | 1-15, 15-6, 12-15, 8-15           |
| 5 febbraio 1997 ?, ? Durata: ? - Spettatori: ?  | Treviso      | 3 - 0 | Dachau       | 15-9, 15-8, 15-9                  |
| 12 febbraio 1997 ?, ? Durata: ? - Spettatori: ? | PCSK Riga    | 2 - 3 | Dachau       | 15-12, 10-15, 15-13, 11-15, 12-15 |
| 12 febbraio 1997 ?, ? Durata: ? - Spettatori: ? | HAOK Mladost | 1 - 3 | Treviso      | 15-11, 5-15, 13-15, 16-17         |
| 12 febbraio 1997 ?, ? Durata: ? - Spettatori: ? | CSKA Mosca   | 2 - 3 | Numancia     | 12-15, 15-4, 15-13, 11-15, 11-15  |
| 12 febbraio 1997 ?, ? Durata: ? - Spettatori: ? | Kuopion PS   | 0 - 3 | Paris        | 10-15, 6-15, 13-15                |
| 19 febbraio 1997 ?, ? Durata: ? - Spettatori: ? | Paris        | 3 - 2 | PCSK Riga    | 7-15, 15-9, 15-12, 10-15, 16-14   |
| 19 febbraio 1997 ?, ? Durata: ? - Spettatori: ? | Numancia     | 3 - 1 | Kuopion PS   | 15-2, 15-9, 16-17, 15-10          |
| 19 febbraio 1997 ?, ? Durata: ? - Spettatori: ? | Treviso      | 2 - 3 | CSKA Mosca   | 15-6, 15-0, 14-16, 15-17, 14-16   |
| 19 febbraio 1997 ?, ? Durata: ? - Spettatori: ? | Dachau       | 3 - 1 | HAOK Mladost | 14-16, 16-14, 16-14, 16-14        |

##### Classifica
| Pos | Squadra      | Pt | G | V | P | SV | SP | Ratio | PF  | PS  | Ratio |
| --- | ------------ | -- | - | - | - | -- | -- | ----- | --- | --- | ----- |
| 1.  | Treviso      | 13 | 7 | 6 | 1 | 20 | 5  | 4,000 | 371 | 245 | 1,514 |
| 2.  | HAOK Mladost | 12 | 7 | 5 | 2 | 17 | 7  | 2,429 | 441 | 277 | 1,592 |
| 3.  | Paris        | 12 | 7 | 5 | 2 | 15 | 9  | 1,667 | 308 | 265 | 1,162 |
| 4.  | Dachau       | 11 | 7 | 4 | 3 | 15 | 12 | 1,250 | 348 | 350 | 0,994 |
| 5.  | PCSK Riga    | 10 | 7 | 3 | 4 | 13 | 14 | 0,929 | 338 | 332 | 1,018 |
| 6.  | CSKA Mosca   | 10 | 7 | 3 | 4 | 12 | 18 | 0,667 | 355 | 403 | 0,881 |
| 7.  | Numancia     | 9  | 7 | 2 | 5 | 7  | 18 | 0,389 | 253 | 334 | 0,757 |
| 8.  | Kuopion PS   | 7  | 7 | 0 | 7 | 5  | 21 | 0,238 | 267 | 475 | 0,562 |

### Final Four
|  | Semifinali   | Semifinali   | Semifinali |         |         | Finale             | Finale             | Finale             |  |
|  |              |              |            |         |         |                    |                    |                    |  |
|  | Treviso      | Treviso      | 1          |         |         |                    |                    |                    |  |
|  | Treviso      | Treviso      | 1          |         |         |                    |                    |                    |  |
|  | Maaseik      | Maaseik      | 3          |         |         |                    |                    |                    |  |
|  | Maaseik      | Maaseik      | 3          |         | Maaseik | Maaseik            | 0                  |                    |  |
|  |              |              |            |         | Maaseik | Maaseik            | 0                  |                    |  |
|  |              |              | Daytona    | Daytona | 3       |                    |                    |                    |  |
|  | Daytona      | Daytona      | Daytona    | Daytona | 3       | 3                  |                    |                    |  |
|  | Daytona      | Daytona      |            |         |         | 3                  |                    |                    |  |
|  | HAOK Mladost | HAOK Mladost | 0          |         |         | Finale terzo posto | Finale terzo posto | Finale terzo posto |  |
|  | HAOK Mladost | HAOK Mladost | 0          |         |         |                    |                    |                    |  |
|  |              |              |            |         |         |                    |                    |                    |  |
|  |              |              |            |         |         | Treviso            | Treviso            | 2                  |  |
|  |              |              |            |         |         | Treviso            | Treviso            | 2                  |  |
|  |              |              |            |         |         | HAOK Mladost       | HAOK Mladost       | 3                  |  |

#### Semifinali
| 8 marzo 1997 ?, Vienna Durata: ? - Spettatori: ? | Treviso | 1 - 3 | Maaseik      | 15-7, 15-17, 12-15, 8-15 |
| 8 marzo 1997 ?, Vienna Durata: ? - Spettatori: ? | Daytona | 3 - 0 | HAOK Mladost | 15-6, 15-3, 15-1         |

#### Finale 3º posto
| 9 marzo 1997 ?, Vienna Durata: ? - Spettatori: ? | Treviso | 2 - 3 | HAOK Mladost | 15-5, 9-15, 9-15, 15-13, 12-15 |

#### Finale
| 9 marzo 1997 ?, Vienna Durata: ? - Spettatori: ? | Maaseik | 0 - 3 | Daytona | 7-15, 7-15, 12-15 |